# Chiesa di Santa Maria Assunta (Barone Canavese)
La chiesa di Santa Maria Assunta è la parrocchiale di Barone Canavese, in città metropolitana di Torino e diocesi di Ivrea; fa parte della vicaria Calusiese-Strambinese.

## Storia
Successivamente alla demolizione della precedente parrocchiale, nel 1729 prese avvio il cantiere per la realizzazione della nuova chiesa; il luogo di culto, progettato dall'architetto Costanzo Michela e costruito dalla ditta dei biellesi Gerolamo Mosso e Antonio Destefanis, venne portato a compimento nel 1743.
Nel 1845 la struttura dell'edificio fu oggetto di alcune modifiche, in occasione delle quali si procedette alla modifica della posizione dell'altare e all'aggiunta del coro.
L'intervento di adeguamento liturgico secondo le usanze postconciliari venne condotto nel 1970 mediante l'installazione della mensa eucaristica rivolta verso l'assemblea, vicino alla quale furono collocati nel 1999 il leggio e l'ambone.

## Descrizione

### Esterno
La facciata in mattoni della chiesa, rivolta a nordovest e caratterizzata da una forma concava nella parte centrale, presenta il portale d'ingresso e una finestra murata ed è scandita da lesene sorreggenti la trabeazione aggettante sopra la quale si eleva un registro attico.
Annesso alla parrocchiale è il campanile a base quadrata, la cui cella presenta su ogni lato una monofora a tutto sesto ed è coperta dal tetto a quattro falde. 

### Interno
L'interno dell'edificio si compone di un'unica navata, sulla quale si affacciano le cappelle laterali, introdotte da archi a tutto sesto, e le cui pareti sono scandite da lesene sorreggenti la trabeazione modanata e aggettante sopra la quale si imposta la volta a botte; al termine dell'aula si sviluppa il presbiterio, rialzato di alcuni gradini, delimitato da balaustre e chiuso dall'abside coperta da volta a spicchi d'arco.